# Saint-Andéol-de-Vals
 Saint-Andéol-de-Vals  là một xã ở tỉnh Ardèche, vùng Auvergne-Rhône-Alpes ở đông nam nước Pháp.